# Кателино, Жак
Жак Кателино́ (фр. Jacques Cathelineau); 5 января 1759 года — 14 июля 1793 года — один из лидеров вандейцев в борьбе с республиканской Францией, «генералиссимус католической и королевской армии».
Родился в Ле-Пен-ан-Може в простой семье. В начале революции Жак Кателино работал камердинером. Он также был ризничим своего прихода; его репутация глубоко религиозного человека принесла ему прозвище «Святой Анжу» еще до начала Вандейского восстания. После начала революции постепенно стал сопротивляться объявленным антирелигиозным мерам, враждебно относился к присяге священников конституции и гонениям на неприсягнувших. Летом 1791 года сам возглавил тайные процессии.
Весной 1793 года одним из первых встал во главе мятежа против набора в армию и призвал земляков взяться за оружие и преследовать республиканцев. Его авторитет и харизма, естественно, поставили его во главе повстанцев Ле-Пен-ан-Можа. 11 марта с группой восставших захватил городок Жалле. Этот небольшой успех позволяет ему собрать 14 марта больше сторонников, до трех тысяч, в Шемилле. 15 марта взял приступом город Шоле, когда его бойцы захватили до 700 пленных и 4 орудия.
Обладая большим влиянием среди крестьян, Кателино одержал новые победы при Вийе и Шалонн-сюр-Луар, проявив большую храбрость в обоих. После 9 апреля под давлением республиканских войск вандейцам пришлось отойти из Шемилле, Шоле, Вийе и Шалона в сторону Тиффожа, но вскоре они захватили Бопре (23 апреля) и Туар (5 мая). Кателино изгнал республиканцев из Ла-Шатеньера 14 мая, но был разбит ими при Фонтене-ле-Конте два дня спустя. Считал себя недостаточно образованным, чтобы быть руководителем повстанцев, и добровольно подчинился Боншану и д’Эльбе.
После взятия Сомюра его кандидатура была выдвинута 12 июня маркизом де Лескюром на пост «генералиссимуса» Католических и королевских войск и единодушно поддержана вандейскими командирами. После этого Кателино стоял уже во главе 80 000 человек.
В сражении за Нант Кателино со своим отрядом атаковал через городские ворота, достигнув площади Виарме. Там он был тяжело ранен выстрелом из окна и умер 14 июля (11 июля по версии ЭСБЕ) в Сен-Флоран-ле-Вьей (фр.). Его тело было похоронено в часовне городка Сен-Флоран-ле-Вьей.
В знак признания его заслуг король Людовик XVIII (1755-1824) возвёл во дворянство его семью указом от 15 ноября 1817 года.